# Костюченко Олександр Андрійович
Олекса́ндр Андрі́йович Костюче́нко (нар. 22 вересня 1975 — пом. 11 липня 2014) — старший сержант 72-ї окремої механізованої бригади Збройних сил України, учасник російсько-української війни на Сході України.

## З життєпису
Народився 1975 року в Демидові Вишгородського району Київської області. Закінченив Демидівську середню школу, здобув дві вищі освіти, займався холодильним обладнанням. Полюбляв ловити рибу.
Мобілізований Вишгородським військкоматом 26 березня 2014 року. Старший механік-водій, 72-га окрема механізована бригада. Родині не говорив, що він на фронті — казав, що перебуває в Житомирі.
Загинув близько 19-ї години 11 липня 2014 року через спрацювання вибухового пристрою — на маршруті руху військової техніки біля села Панченкове. Тоді ж загинув солдат Віталій Михайлов.
Похований у селі Демидів Вишгородського району Київської області.
Без Олександра лишились мама Марія Олександрівна, дружина Тетяна, син Андрій та дочка Марина.

## Нагороди та вшанування
- 29 вересня 2014 року — за особисту мужність і героїзм, виявлені у захисті державного суверенітету та територіальної цілісності України, вірність військовій присязі під час російсько-української війни, відзначений — нагороджений орденом «За мужність» III ступеня (посмертно).
- в Демидівській школі відкрито пам'ятну меморіальну дошку Олександру Костюченку[1].
- відзнака Президента України «За участь в Антитерористичній операції» № 213657 від 17 лютого 2016 року (посмертно).
- відзнака ГО «Всеукраїнське об'єднання „Ми Українці“» — «Червона Калина» 1 ступеня (посмертно).
- 10 вересня 2020 року рішенням Вишгородської міської ради № 67/3 присвоєно звання «Почесний громадянин міста Вишгород» (посмертно).[2]